# No Colours Records
No Colours Records ist ein Versandhandel und Independent-Label (GmbH), das sich auf Black Metal und Pagan Metal spezialisiert hat. Das Unternehmen hat mehrere rechtsextreme Bands aus der Metal-Szene, insbesondere dem NSBM, unter Vertrag. Der Unternehmenssitz, das Lager und der Versand des Unternehmens befinden sich in Podelwitz, einem Ortsteil der Stadt Colditz, ein Postfach in der nahe gelegenen Stadt Mügeln. Sie ist im Handelsregister von Leipzig eingetragen.
Sub- bzw. Fantasie-Label von No Colour Records waren Silencelike Death Productions und IG Farben Production.

## Hintergrund
Das Vertriebsprogramm hat seinen Schwerpunkt im Black Metal, allerdings werden auch Bands veröffentlicht und vertrieben, die anderen Genres des Extreme Metal, wie Death und Thrash Metal, zugeordnet werden. Neben regulären CD-Versionen der Tonträger erscheint die Mehrheit dieser zudem als limitierte Vinylversion. Weiter gehören zum Programm des Labels Merchandise-Artikel wie T-Shirts und Aufnäher.
Graveland ist und Nargaroth war ein Aushängeschild des Labels. Auch viele Nebenprojekte des Graveland-Gründers Rob Darken, wie Lord Wind und Infernum, wurden von No Colours veröffentlicht. Neben offen rechtsextremen Bands wie Nokturnal Mortum und Thor’s Hammer (Polen), sind auch unpolitische Bands wie Wigrid und Suicidal Winds auf dem Label.

## Entstehungsgeschichte
Steffen Zopf gründete das Label 1993 als Vertrieb und Plattenfirma für Black-Metal-Produkte. Zu den ersten eigenen Veröffentlichungen zählen Dimmu Borgirs erstes Album For all tid und die ersten Veröffentlichungen der Band Graveland, nachdem diese und ihr voriges Label Lethal Records sich wegen der offen rechtsextremen Aussagen der Band gegenüber dem Magazin Ablaze getrennt hatten. 1996 veröffentlichte das Label das Debüt von Falkenbach …En their medh riki fara… sowie das Debütalbum der rechtsextremen Band Absurd, Facta Loquuntur. Auch deren „offen neonazistische“ EP Asgardsrei wurde von Zopf finanziert und auf dem Fantasie-Label IG Farben Production, unter Anspielung auf den mit dem NS-Regime verstrickten Konzern I.G. Farben, veröffentlicht. Unter demselben Labelnamen sollte unter anderem auch Capricornus’ Split-MC mit Aryan Blood veröffentlicht werden.
Am 6. Oktober 1999 wurde das Label im Rahmen einer großangelegten Razzia, von der auch Christhunt Productions und das damalige Label Darker Than Black Records der Absurd-Mitglieder Hendrik und Ronald Möbus betroffen waren, durchsucht.
Seit 2003 veröffentlicht No Colours die rechtsextreme finnische Black-Metal-Band Satanic Warmaster; mit Nokturnal Mortum wurde 2005 eine weitere NSBM-Band unter Vertrag genommen.
2007 lehnte das Label eine Veröffentlichung des neuen Forgotten-Woods-Albums Race of Cain ab, da im Lied Third Eye (New Creature) mehrere Sieg-Heil-Rufe zu vernehmen waren. Forgotten-Woods-Gitarrist Rune Vedaa schrieb dem Decibel Magazine, er habe dem Labelinhaber die Texte persönlich und detailliert erklärt und ihm mehrere Lösungsvorschläge unterbreitet, sein fehlendes Verständnis für den künstlerischen Blickwinkel und sein kindisches Verhalten hätten der Band keine Wahl gelassen, als das Label zu verlassen; zudem sei dessen Entscheidung angesichts seiner anderen Veröffentlichungen wie Graveland und Nokturnal Mortum seltsam. Die Band ist zwar bekennend sozialdarwinistisch, der Text aber sei klar gegen Herdendenken, Konformität und Gehirnwäschen gerichtet gewesen, die Sieg-Heil-Rufe seien als das bekannteste Beispiel für Idiotie und Massenpsychosen gewählt worden. Der Labelinhaber gibt keine Interviews und kommentierte den Vorfall deshalb nicht gegenüber dem Decibel Magazine. Das Label hatte bereits 1997 eine EP des Forgotten-Woods-/Joyless-Nebenprojekts Raven zensiert; ursprünglich sollte sie Fascist Machine heißen, der Titel wurde aber auf F.M. verkürzt. Da das Label zu diesem Zeitpunkt bereits unter anderem Absurds Facta Loquuntur veröffentlicht hatte, wurde diese Entscheidung als ironisch wahrgenommen.
Im September 2008 wurden mit diversen Graveland-Alben erstmals Veröffentlichungen des Labels von der Bundesprüfstelle für jugendgefährdende Medien indiziert, im Februar 2009 Absurds Facta Loquuntur und im Januar 2011 Gravelands Dawn of Iron Blades.

## Rezeption
Wolf-Rüdiger Mühlmann vom Rock Hard bezeichnete No Colours 2007 als eine der „einschlägig bekannten Firmen“, die die NSBM-Klientel bediene.
Im Zuge der Berichterstattung über die rassistischen Ausschreitungen in Mügeln am 19. August 2007 geriet das Label in den Blickpunkt der Medien. Die TAZ berichtete, das Label würde in „einem bekannten rechtsextremen Internetforum […] als Nationales Versandhaus empfohlen“. Der sächsische Verfassungsschutz stuft No Colours allerdings nicht so ein und verneint eine Beobachtung des Versandes.

## Bands beim Label (Auswahl)
- Graveland

## Ehemalige Bands (Auswahl)
- Absurd
- Forgotten Woods
- Fortíð
- Infernum
- Inquisition
- Judas Iscariot
- Nargaroth
- Nokturnal Mortum
- Pest
- Satanic Warmaster
- Urgehal

## Veröffentlichungen (Auswahl)
- 1994: Graveland – The Celtic Winter (EP, indiziert[10])
- 1994: Forgotten Woods – As the Wolves Gather
- 1994: Dimmu Borgir – For all tid
- 1996: Absurd – Facta Loquuntur (indiziert[11])
- 1996: Falkenbach – …En their medh riki fara…
- 1997: Urgehal – Arma Christi
- 1997: Graveland – Following the Voice of Blood (indiziert[10])
- 1997: Joyless – Unlimited Hate
- 1998: Urgehal – Massive Terrestrial Strike
- 1998: Nargaroth – Herbstleyd
- 1999: Absurd – Asgardsrei (EP)
- 2000: Abyssic Hate – Suicidal Emotions
- 2001: Judas Iscariot – Dethroned, Conquered and Forgotten
- 2002: Inquisition – Magnificent Glorification of Lucifer
- 2003: Satanic Warmaster – Opferblut
- 2005: Nokturnal Mortum – Weltanschauung